# Cavallaccio RC10
Il complesso del Cavallaccio RC10 si trova in zona Cintoia nella periferia di Firenze, tra via del Cavallaccio e via Simone Martini.

## Storia

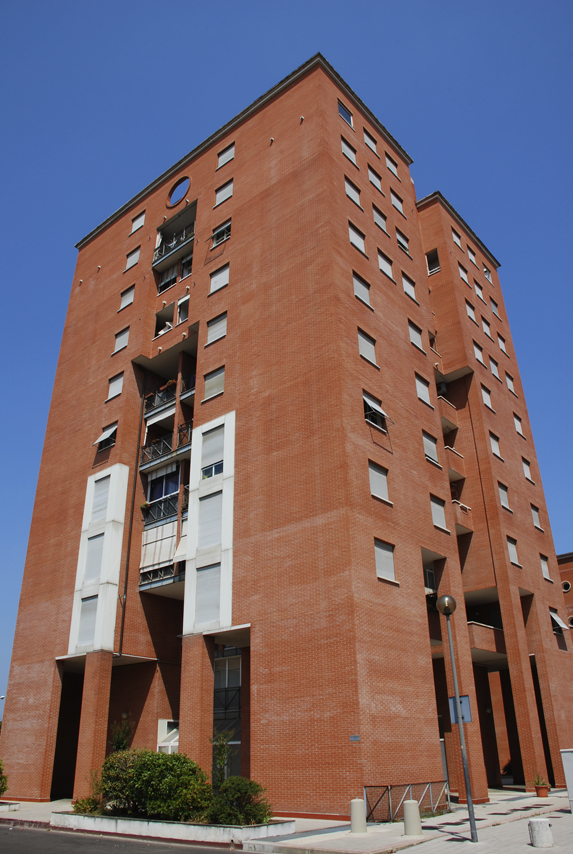
Il Cavallaccio. Torre.

L'insediamento del Cavallaccio sorge all'estrema periferia sud-ovest di Firenze, in un'area residua di verde agricolo costituito dalla piana compresa tra l'Arno e il torrente Greve, che negli ultimi cinquant'anni è stata oggetto d'una intensa edificazione residenziale pubblica. Tale zona di espansione è caratterizzata da un tessuto urbano a prevalenza assoluta di edifici multipiano di tipo popolare che hanno lasciato poco spazio a rari lotti liberi, rimanenze degli antichi poderi ancora oggi coltivati.
Il complesso nasce come programma urbano integrato previsto dal Piano straordinario casa 1987, adottato dal Comune di Firenze per il completamento e la riqualificazione urbana del comparto RC10 a margine della periferia sud-ovest della città. Con tale strumento di pianificazione si è inteso favorire una progettazione unitaria di tutti gli spazi pubblici e semipubblici che controllano la qualità del territorio urbano.
La proposta insediativa formulata dall'amministrazione comunale prevedeva per un'area di circa 6,5 ettari a San Bartolo a Cintoia un insediamento prevalentemente residenziale compatto, con dotazioni commerciali e verde pubblico. Il comune assegnò la progettazione urbanistica ed edilizia a un gruppo di 7 operatori che usufruirono di finanziamenti agevolati.

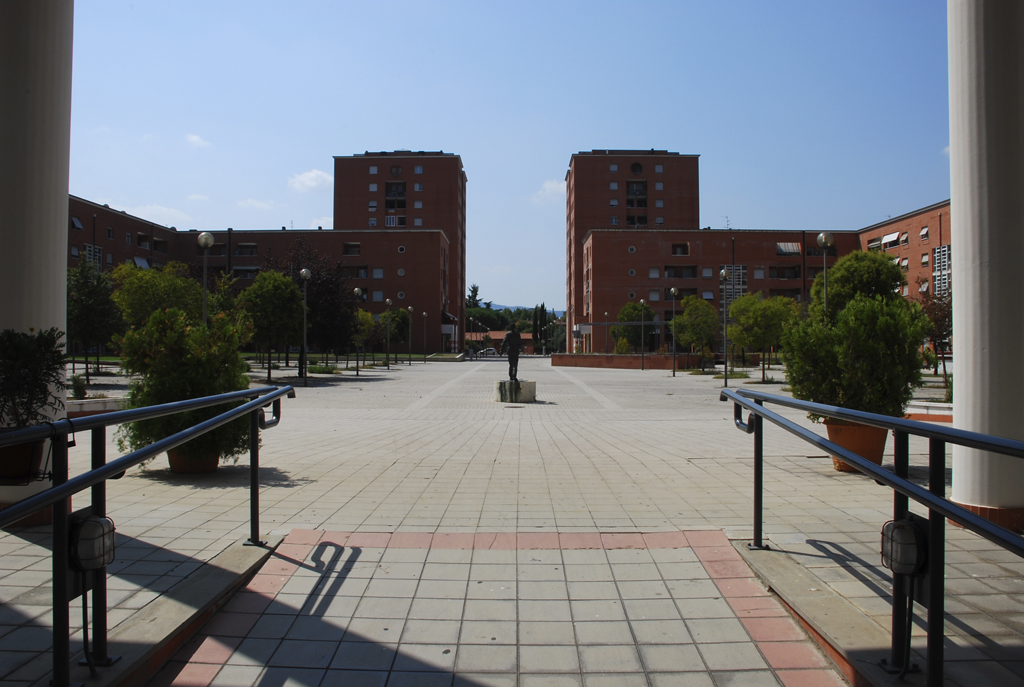
Il Cavallaccio. La piazza

Per arrivare alla formulazione di un progetto urbano integrato che risponda ai requisiti previsti dal Piano casa, gli operatori coinvolti nella realizzazione del comparto stipularono un accordo per la gestione congiunta e unitaria dell'intero programma, dalla progettazione urbanistica esecutiva alla realizzazione delle opere edilizie e delle urbanizzazioni.
La nuova proposta insediativa viene presentata nel 1989 ed esaminata con parere favorevole dalla Commissione urbanistica del comune e dal Quartiere 5. Il progetto esecutivo dell'insediamento residenziale e la progettazione di massima delle opere di urbanizzazione di tutto il comparto vennero approvati dalla Commissione edilizia nel giugno 1990, mentre la stipula delle convenzioni con l'amministrazione comunale avvenne l'anno successivo. I cantieri furono aperti nel 1991 e dopo due anni completati i lavori di costruzione. Le opere di urbanizzazione realizzate a scorporo dagli stessi operatori vennero concluse nell'aprile 1994.
Il folto gruppo di tecnici impegnato nella stesura dei progetti è composto dagli architetti Massimo Gennari, Giorgio di Battista, Franco Bonelli, Marco Li Pera, Giuseppe Di Biagio, Franco Candido e Riccardo Roda. Quest'ultimo, membro del soggetto coordinatore Consorzio Cooper Toscana, svolse il ruolo di referente unico nei rapporti con l'amministrazione comunale, occupandosi delle tematiche gestionali e procedurali.
Nella fase realizzativa l'insediamento venne frazionato in una serie di comparti edilizi, funzionalmente autonomi, sviluppati in modo omogeneo e contemporaneamente dai sette operatori.

## Architettura

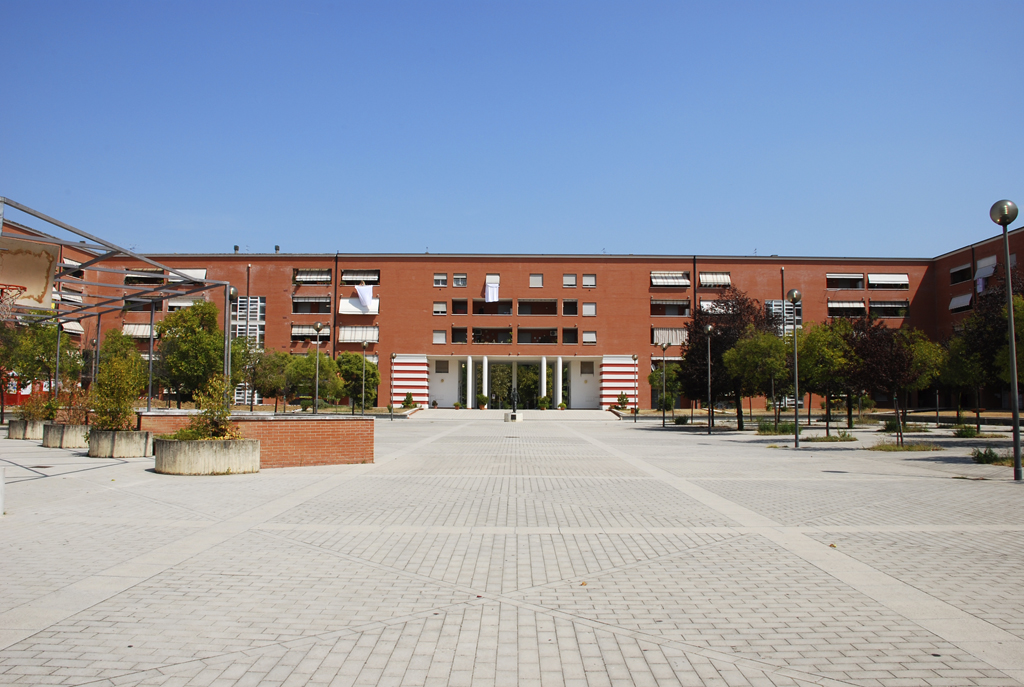
Il Cavallaccio. Cortile interno (col gazebo sulla sinistra).

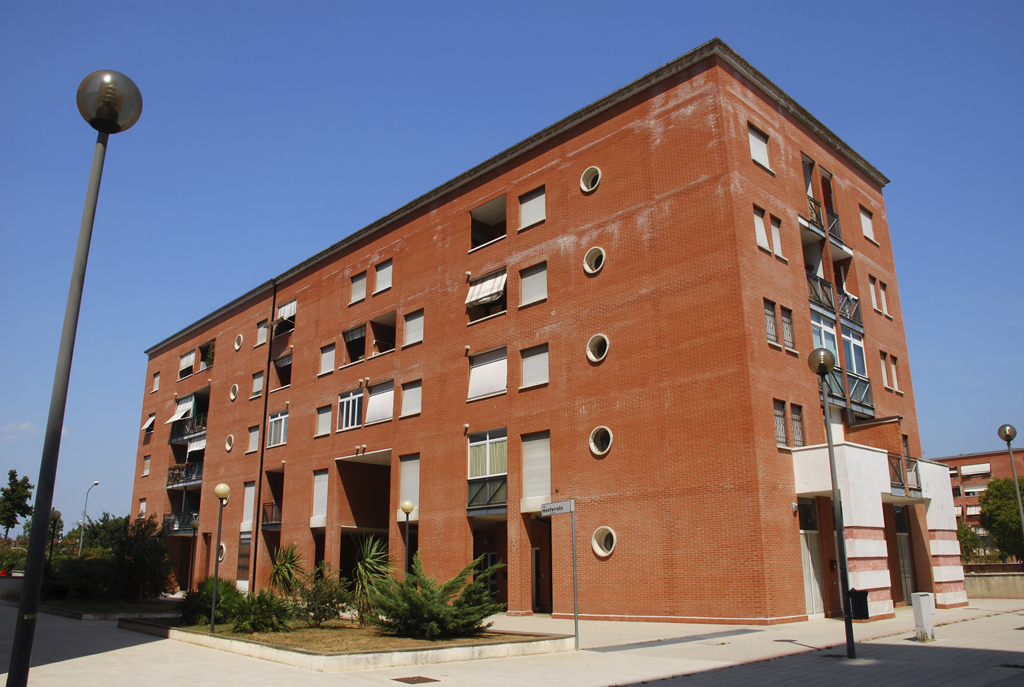
Il Cavallaccio. Edificio esterno.

Il progetto realizzato recepisce gran parte delle proposte formulate nel planivolumetrico elaborato dal Comune, confermando l'ipotesi di concentrare tutta la volumetria prevista per 243 alloggi in un ampio quadrilatero costituito da una cortina continua di edifici alti cinque piani, che delimita al suo interno una piazza pedonale di 102x92 m, con una apertura a sud evidenziata da due edifici a torre di 11 piani.
Al piano terra degli edifici residenziali sono localizzati fondi commerciali e artigianali, spazi di servizio alla residenza e locali tecnici annessi. Lungo i due assi principali del quadrilatero sono individuati gli attraversamenti pedonali per accedere alla corte pubblica. La maglia strutturale adottata con fondazioni a platea consente di realizzare i parcheggi lungo un anello sotterraneo che si sviluppa sotto l'edificato e si raggiunge, per mezzo di rampe di accesso poste all'esterno del quadrilatero. Nell'area a verde lungo via del Cavallaccio si prevede di realizzare degli orti urbani suddivisibili in singoli lotti e serviti da percorsi pedonali.
Per quanto riguarda le scelte tipologiche, l'insediamento presenta una sostanziale omogeneità delle tipologie abitative anche se le diverse situazioni spaziali del complesso portano a soluzioni tra loro parzialmente differenziate. Nelle due torri vi sono quattro appartamenti per piano, mentre per l'edificio a corte viene adottata la tipologia in linea con tre e due alloggi per piano differenziati dimensionalmente.
Il 20% dei tagli d'alloggio ha un'ampiezza massima di 70 m2 così come prescrive la normativa di attuazione del Piano Casa. Gli alloggi sono del tipo simplex eccetto quelli delle testate terminali della corte e dei blocchi edilizi adiacenti ai due portali laterali che invece si sviluppano su due livelli. In alcune tipologie, destinate a famiglie con più nuclei conviventi, vengono adottate soluzioni distributive adeguate a garantire ambiti autonomi disimpegnati.
Il progetto architettonico si basa su alcune soluzioni formali che generano lunghi fronti lineari e compatti in muratura di laterizio faccia a vista con inserzioni cromatiche a fasce bianche e rosse in prossimità dei portali di accesso alla piazza pubblica. Di colore bianco sono anche gli elementi strutturali a vista del piano terra in cemento armato prefabbricato, i profilati metallici dei vani scala, gli infissi di legno verniciato e la fascia di coronamento degli edifici. Le falde della copertura rivestite in lamiera di rame hanno una pendenza contenuta all'interno della fascia di coronamento in elementi di cemento armato prefabbricato.
Nella piazza interna all'insediamento, pavimentata con elementi di calcestruzzo autobloccante a disegni geometrici, è stata prevista una fascia di verde per schermare la residenza. Oltre al gazebo in muratura e le essenze arboree di recente piantumazione al centro della corte pubblica si trova la statua bronzea Il tedoforo opera dell'artista pistoiese Roberto Barni.

## Altre immagini

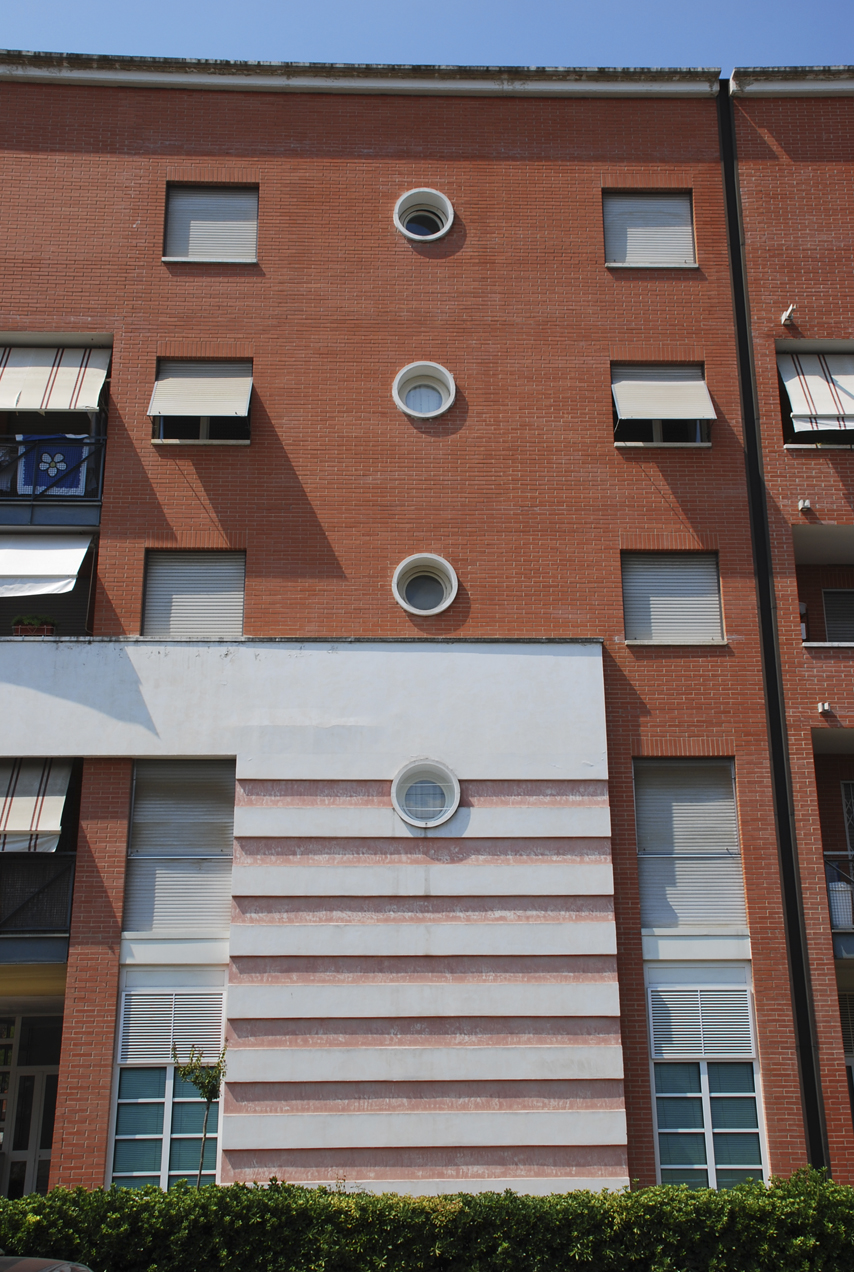
Dettaglio architettonico
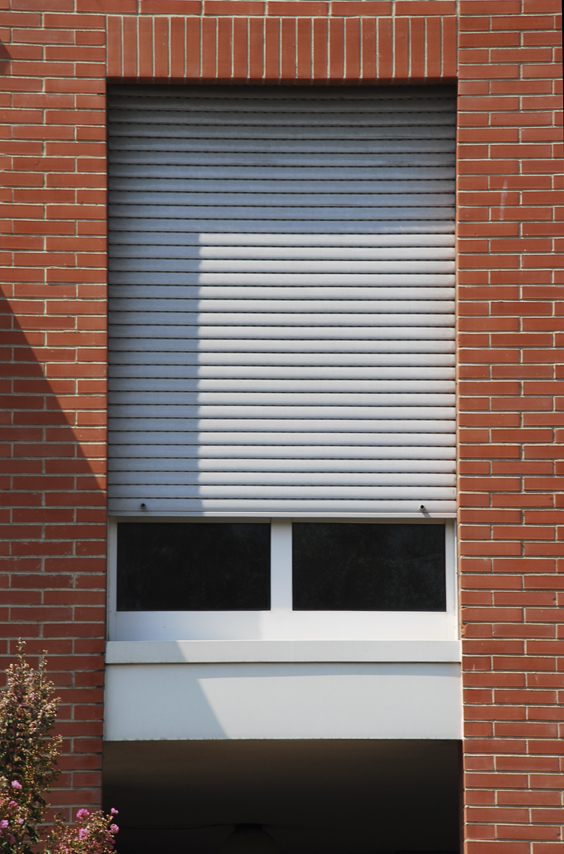
Finestra
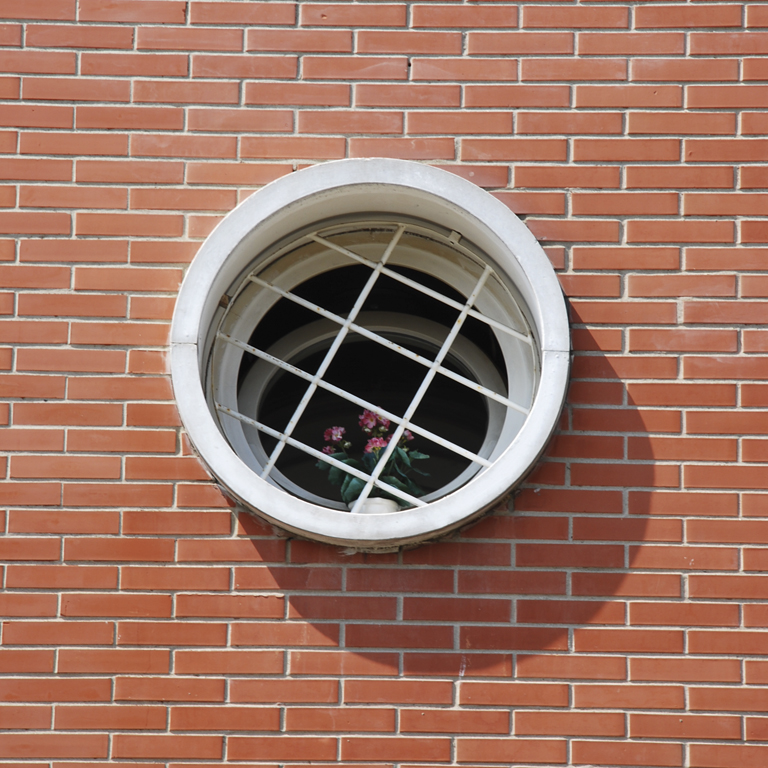
Finestra
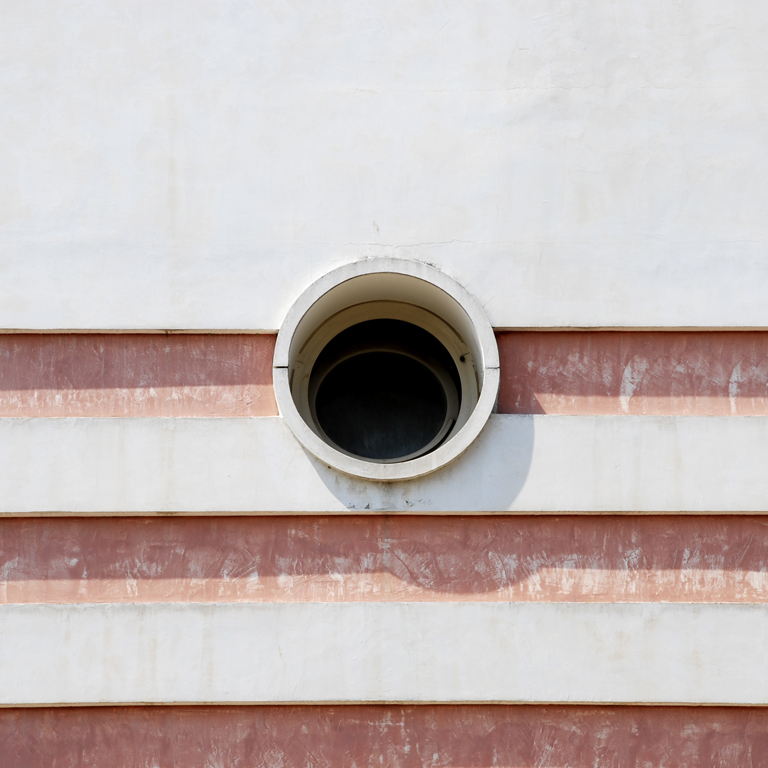
Finestra